# Geert Malfait
Geert Malfait (* 28. November 1953 in Bavikhove; † 31. Dezember 2021 in Ingelmunster) war ein belgischer Radrennfahrer.

## Sportliche Laufbahn
Malfait war im Straßenradsport aktiv. 1971 gewann er die Flandern-Rundfahrt bei den Junioren. Von 1975 bis 1981 war er Berufsfahrer. Er gewann die Eintagesrennen Omloop van de Fruitstreek und Poperinge–Harelbeke 1975 sowie Etappen in der Tour de l’Oise 1975, bei den 4 Jours de Dunkerque 1975 und in der Tour de Suisse 1976. Zweiter wurde er 1976 in der Nordwestschweizer Rundfahrt hinter René Savary und 1977 im Fleche Halloise. Dritter wurde er 1976 im Nokere Koerse. 1977 und 1978 fuhr er die Vuelta a España, kam jedoch nicht ins Ziel.

## Familiäres
Sein Vater Noël Malfait, sein Bruder Lieven Malfait und sein Neffe Leif Hoste waren ebenfalls Radprofis.